# Tribute to the Lady
| Recensione   | Giudizio        |
| ------------ | --------------- |
| AllMusic     | [ 2 ]           |
| Sputnikmusic | 3.8 (Excellent) |

Tribute to the Lady è il terzo album discografico di Sam Cooke, pubblicato dall'etichetta discografica Keen Records nell'aprile del 1959.
L'album è dedicato alla grande cantante jazz Billie Holiday.

## Tracce
Lato A
1. God Bless the Child – 2:32 (Arthur Lee Herzog) – Registrato il 27 gennaio 1959 al Sound Enterprises di Hollywood, California
2. She's Funny That Way – 1:49 (Charles N. Daniels, Richard A. Whiting) – Registrato il 25 febbraio 1959 al Sound Enterprises di Hollywood, California
3. I've Got a Right to Sing the Blues – 2:31 (Ted Koehler, Harold Arlen) – Registrato il 23 gennaio 1959 al Sound Enterprises di Hollywood, California
4. Good Morning Heartache – 2:06 (Irene Higginbotham, Ervin Drake, Dan Fisher) – Registrato il 25 febbraio 1959 al Sound Enterprises di Hollywood, California
5. T'Ain't Nobody's Bizness (If I Do) – 2:23 (Williams, Porter Grainger, Prince) – Registrato il 14 gennaio 1959 al Sound Enterprises di Hollywood, California
6. Comes Love – 2:38 (Lew Brown, Charles Tobias, Sam Howard Stept) – Registrato il 14 gennaio 1959 al Sound Enterprises di Hollywood, California

Lato B
1. Lover Girl (Man) – 2:25 (Jimmy Davis, Roger Ram Ramirez, James Sherman) – Registrato il 27 gennaio 1959 al Sound Enterprises di Hollywood, California
2. Let's Call the Whole Thing Off – 2:19 (Ira Gershwin, George Gershwin) – Registrato il 14 gennaio 1959 al Sound Enterprises di Hollywood, California
3. Lover Come Back to Me – 2:10 (Oscar Hammerstein II, Sigmund Romberg) – Registrato il 23 gennaio 1959 al Sound Enterprises di Hollywood, California
4. Solitude – 2:22 (Eddie DeLange, Irving Mills, Duke Ellington) – Registrato il 23 gennaio 1959 al Sound Enterprises di Hollywood, California
5. They Can't Take That Away from Me – 2:28 (Ira Gershwin, George Gershwin) – Registrato il 14 gennaio 1959 al Sound Enterprises di Hollywood, California
6. Crazy in Love with You – 2:33 (Brook Benton, Clyde Otis) – Registrato il 27 gennaio 1959 al Sound Enterprises di Hollywood, California

## Formazione
- Sam Cooke - voce
- René Hall - chitarra
- Red Callender - contrabbasso
- Gerald Wilson - tromba
- Buddy Collette - sax
- Plas Johnson - sassofono tenore

Note aggiuntive
- Hugo Peretti e Luigi Creatore - produttori
- Registrato il 14, 23 e 27 gennaio e 25 febbraio del 1959 al Sound Enterprises di Hollywood, California
- George Jerman - fotografia copertina album
- Benny Carter - note di retrocopertina album